# Daniel Moziman
Daniel Moziman (° 1763 Moudon, † 7 octobre 1843 Lacaune) est un pasteur français d'origine suisse, qui a exercé à Lacaune pendant cinquante ans entre 1793 et 1843. 

## Biographie
Jean-Pierre Daniel Moziman, fils de Daniel Moziman, marchand, et de Suzanne Jayet, est né en 1763 à Moudon (Suisse). Par son père, sa famille est originaire de Wileroltingen, dans le canton de Berne. L'ancien orthographe de son patronyme fut Mossmann francisé en Mosisman, puis Moziman. Tout comme son père, il fut "Bourgeois de Moudon".
Daniel Moziman fit des études de théologie protestante à la Faculté de Lausanne. En 1788, il reçut l'imposition des mains et commença une suffragance à Payerne, qui dura cinq ans.

En 1792, sous le conseil du docteur Tissot qui lui prescrivit un changement radical de climat, il émigra en répondant à l'appel de l'Église de Lacaune qui avait besoin d'un pasteur. Il restera dans les Montagnes du Tarn jusqu'à sa mort, sans revoir son pays natal.

Après un siècle de "Désert" (1685-1787), les Protestants avaient retrouvé leur état-civil et leur liberté de conscience. Ceux de Lacaune purent célébrer leur culte dans une maison avec jardin, sise dans le quartier du Gouty, acquise et donnée à la communauté par François Bonnafé, le temple de Lacaune ayant été démoli à la suite de la révocation de l'édit de Nantes (1685). Daniel Moziman devint le conducteur spirituel de cette communauté renaissante.

Les débuts furent difficiles. Durant la Terreur (1793-1794), Daniel Moziman dut interrompre son ministère, sans l'abdiquer; il refusa de remettre sa lettre de consécration quoiqu'il y fût sollicité ; il ne prononça ni ne signa aucune déclaration contre la religion chrétienne, comme cela lui sera reproché par la suite ; il dut seulement suspendre pendant quelque temps l'exercice de sa fonction, la maison du Gouty ayant été  réquisitionnée pour servir de salpêtrière, et toute réunion publique étant rigoureusement interdite. Mais la Terreur passée, les protestants de Lacaune retrouvèrent leur liberté de culte, la maison du Gouty leur fut rendue et Daniel Moziman reprit aussitôt ses activités. Le 22 novembre 1796, le synode provincial de Castres agrègea Daniel Moziman au nombre des pasteurs de la région.

À la suite du Concordat de 1801 qui donne la prépondérance à l'Église catholique romaine, mais qui concerne aussi les Églises protestantes, l'Église Réformée de France se réorganise et l'Église de Lacaune fut à la tête d'un des deux consistoires de la Montagne du Tarn, le deuxième étant celui de Vabre. Daniel Moziman devint le premier Président du Consistoire de Lacaune, fonction qu'il exerça durant 35 ans, jusqu'à sa mort.

Le 16 décembre 1824, Daniel Moziman soutint sa thèse de doctorat à la Faculté de Théologie protestante de Montauban et obtint le grade de docteur en théologie. En 1826, il fut cité pour occuper la chaire de théologie à la Faculté de Montauban, mais sa candidature ne fut pas retenue.

Le 11 septembre 1824, il demanda et obtint sa naturalisation.

D'une grande culture, une de ses principales préoccupations était l'instruction des jeunes gens de la montagne du Tarn, et principalement de ceux qui souhaitaient devenir pasteur, avant d'aller faire leurs études à la Faculté de Théologie protestante de Montauban.
Il épousa le 23 messidor an II (11 juillet 1794) Jeanne Agnès Galtier de Laroque (1763-1843), d’une grande famille protestante de Lacaune, propriétaire de Grenouillères.
Il eut deux fils, Adolphe Casimir (1801-1891) qui a été pasteur de 1826 à 1883 dont 25 ans à Lacaune, de 1858 à 1883, et Alexandre Frédéric (1797-1872) qui a été médecin. Sa fille Jeanne Antoinette Rosalie (1795-1875) a épousé en 1824 Jean François Joseph Maximilien Terral (1793-1886) médecin et fils du conventionnel Joseph Terral.

## Temple de Lacaune
Daniel Moziman fit construire le temple actuel de Lacaune en 1805 sur un terrain donné à la communauté par François Bonnafé, d'origine lacaunaise et armateur à Bordeaux.

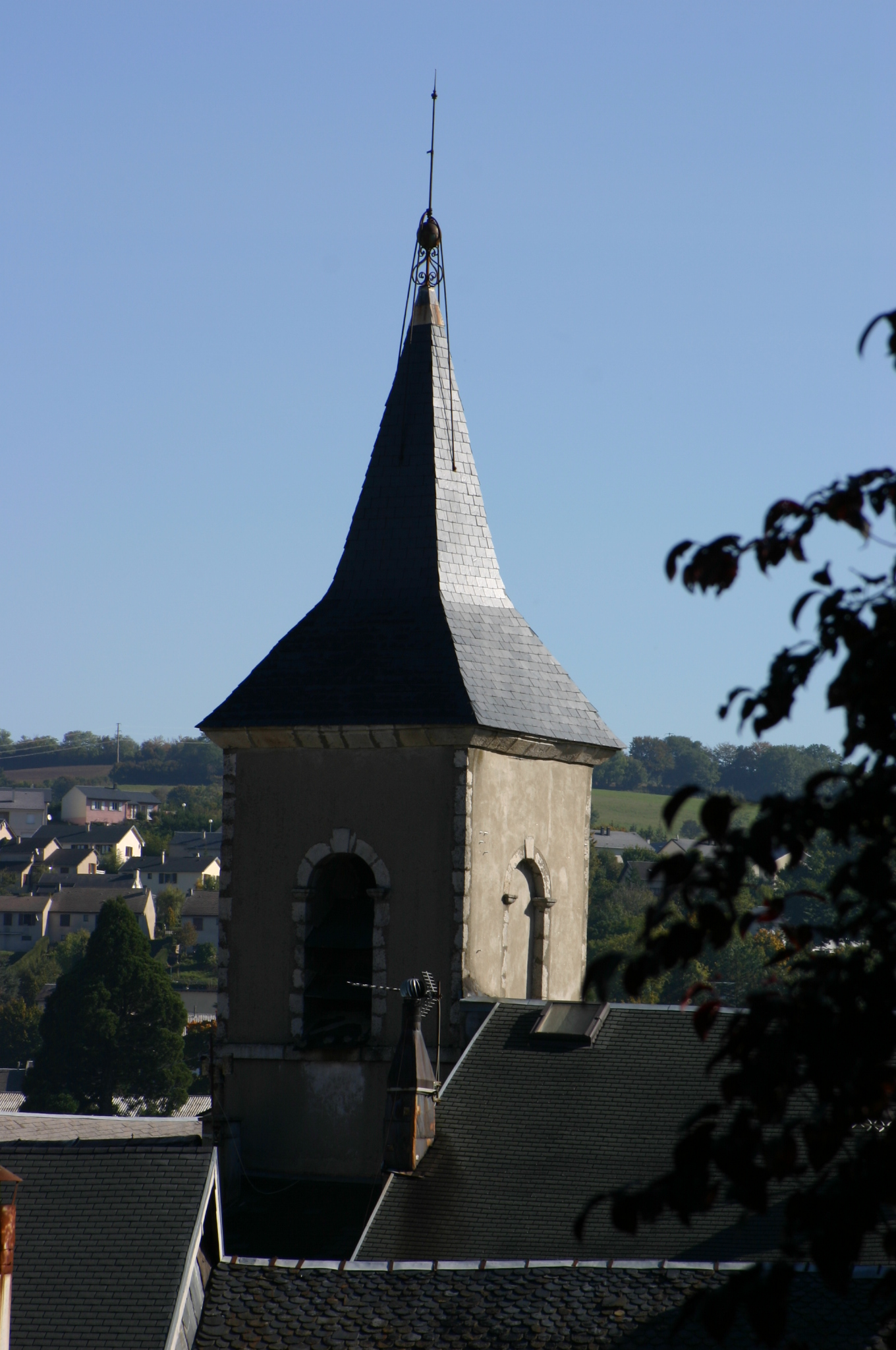
Clocher du temple protestant.
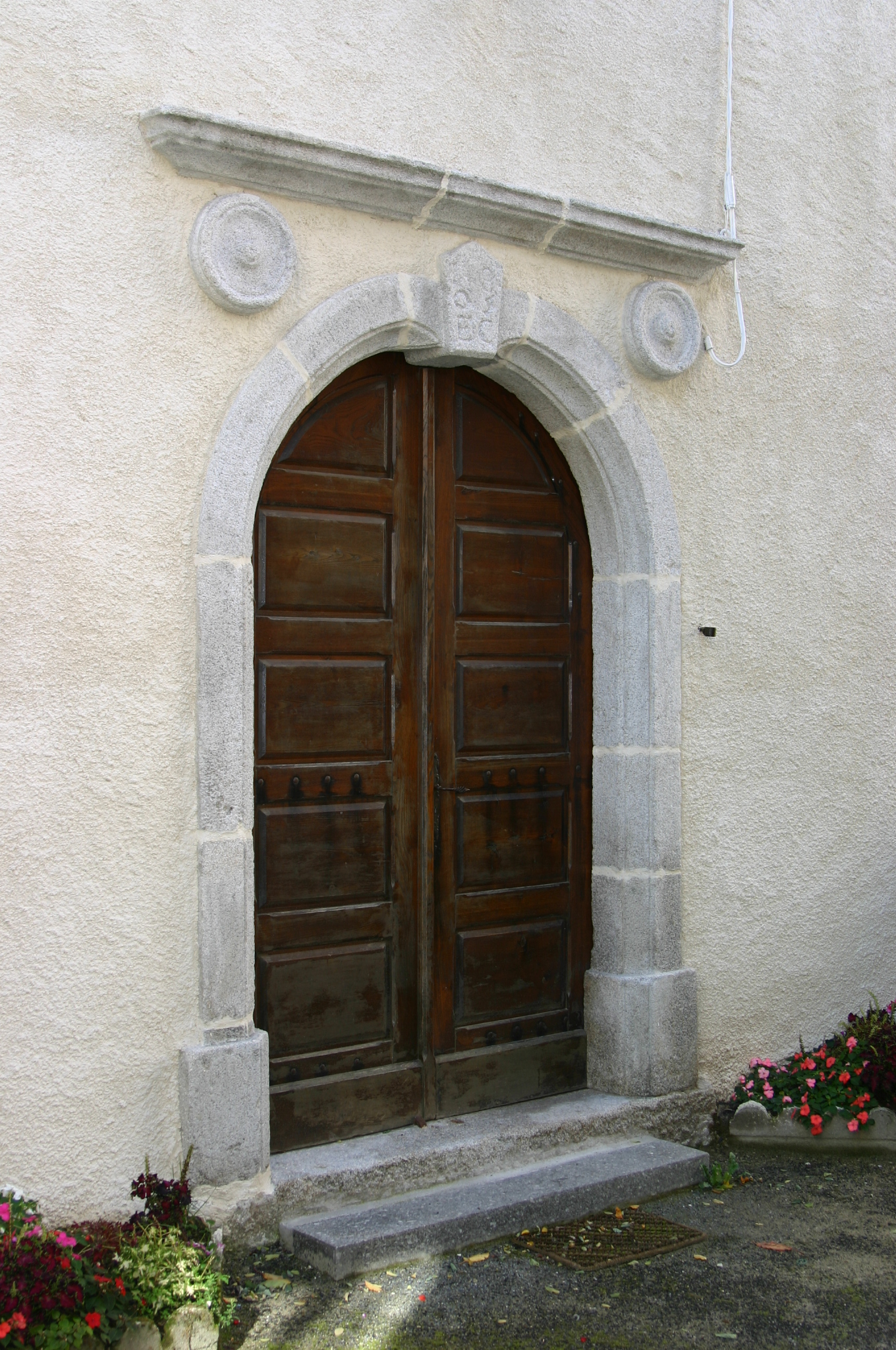
Porte du temple protestant.